# Gedenkseite
Als Gedenkseiten werden in aller Regel virtuelle Erinnerungsseiten (Webseiten) für Verstorbene bezeichnet, auf denen Familienangehörige und Freunde, aber auch Fremde ihre Kondolenz bezeugen können. Gedenkseiten gibt es sowohl für Menschen als auch für Haustiere. Die ersten Gedenkseiten gab es Anfang der 1990er Jahre, die Entstehung und Verbreitung erfolgte zunächst durch US-amerikanische Websites.
Viele Gedenkseiten werden erst Jahre nach dem Tod einer Person erstellt und damit der Abschied nachgeholt. Nach Untersuchungen englischsprachiger, virtueller Gedenkseiten durch Roberts und Vidal sind 7,3 Prozent der Gedenkseiten sogar erst mehr als zwanzig Jahre nach dem Tod der jeweiligen Person errichtet worden. Das Todesdatum oder das Beisetzungsdatum ist hier also nicht von Bedeutung. Wichtiger ist vielmehr, dass es einen symbolischen Ort gibt, der sinnhaft aufgesucht werden kann. Dementsprechend liegt der Fokus auf Gedenken, Erinnern und darauf, den Tod (öffentlich) verhandelbar zu machen. Nicht nur der persönliche Umgang mit der Situation, sondern auch die öffentliche Darstellung ist dabei von Relevanz. Nach der Untersuchung 10.000 deutschsprachiger virtueller Gedenkseiten durch Oliver Schmid möchten 94 Prozent der Menschen eine öffentliche Gedenkseite erstellen. Nur 6 Prozent entscheiden sich für eine passwortgeschützte, nicht öffentlich einsehbare Gedenkseite.

## Vorteile virtueller Gedenkseiten
Vorteile von Gedenkseiten sind die weltweite Erreichbarkeit und die individuelle Gestaltung bei relativ geringen Kosten. Tageszeitungen bieten inzwischen solche Seiten teilweise als zusätzlichen Service zur Todesanzeige an, viele Angebote im Internet sind sogar kostenlos. Eine solche Gedenkseite ist nicht nur regional und kurzzeitig einsehbar, wie eine Todesanzeige in einer lokalen Zeitung, sondern permanent abrufbar. Anbieter von Gedenkseiten bieten die Möglichkeit, eine eigene Gedenkseite für den Verstorbenen zu erstellen. Auf dieser Gedenkseite können Texte, Bilder und Videos veröffentlicht werden, die der Nachwelt den Verstorbenen in Erinnerung rufen. Oft können virtuelle Gedenkkerzen angezündet werden.

## Nachteile virtueller Gedenkseiten
Die Nutzung einer Gedenkseite im Internet kann eine Hilfe bei der Bewältigung der Trauer sein, jedoch die Abschiednahme am Grab des Verstorbenen nicht ersetzen. Ein deutlicher Nachteil solcher Gedenkseiten ist, dass es bei nicht moderierten Kondolenzlisten zu verletzenden Einträgen kommen kann, die die Angehörigen zusätzlich belasten. Bleiben Gedenkseiten über Jahre bestehen und werden nicht regelmäßig geprüft, steigt die Wahrscheinlichkeit unerwünschter Einträge. Teilweise erfolgt eine Finanzierung durch Werbung bzw. eine Vermischung mit der Darstellung von Gedenkseiten zum Tode bekannter Persönlichkeiten, was mit der meist privaten Trauer in Konkurrenz steht.